# Ван-Хорн (Техас)
Ван-Хорн (англ. Van Horn) — город, расположенный на западе штата Техас (США), примерно в 170 км к юго-востоку от Эль-Пасо и в 640 км к западу от Сан-Антонио. Ван-Хорн является окружным центром округа Калберсон. Согласно Бюро переписи населения США, по переписи 2010 года население Ван-Хорна составляло 2063 человек.

## История

Расположение Ван-Хорна в округе Калберсон, а также округа Калберсон в штате Техас

Ван-Хорн был основан в 1881 году в качестве остановочного пункта на железной дороге Texas and Pacific Railway. Он был назван по имени Джеймса Джадсона Ван Хорна (James Judson Van Horn, 1834—1898), который в 1859—1861 годах командовал гарнизоном, место расположения которого (Van Horn Wells) находилось в нескольких километрах южнее будущего города.
В 1886 году в Ван-Хорне открылся первый магазин, а также почтовый офис. В 1887 году открылась первая школа, отдельное здание для которой было построено в 1893 году. К 1890 году в районе Ван-Хорна проживало около 450 человек, хотя в самом населённом пункте было только несколько десятков жителей — около тридцати в 1892 году и около семидесяти в 1896 году.
В начале XX века население Ван-Хорна росло, был построен ряд новых зданий. В 1911 году был основан округ Калберсон и Ван-Хорн стал его окружным центром. В 1912 году было начато строительство административного здания окружного суда, которое было завершено в 1914 году. К этому времени население Ван-Хорна составляло уже около 500 человек, в городе были два магазина смешанных товаров, отель, банк, аптека, телефонная компания и мясной рынок.
К 1927 году в Ван-Хорне уже проживало около 800 человек, а в 1930-х годах численность населения достигла 1600 человек. Этому способствовало строительство автодороги US 80 (которая в настоящее время является частью межштатной автомагистрали I-10) и развитие автомобильного сообщения, а также выгодное расположение Ван-Хорна как туристского центра — между горами Гуадалупе и Карлсбадскими пещерами на севере и горами Чисос и рекой Рио-Гранде на юге (там, где в 1944 году был основан национальный парк Биг-Бенд).
Ван-Хорн получил городские права 1 сентября 1945 года, после чего был избран первый мэр города.

## Население
Согласно переписи населения 2010 года, в Ван-Хорне проживали 2063 человека и было 779 домашних хозяйства.
Расовый состав:
- 78,0 % белых
- 0,6 % афроамериканцев
- 1,3 % коренных американцев
- 1,0 % азиатов
- 3,1 % принадлежащих к двум или более расам

Возрастное распределение: 28,7 % младше 18 лет (из них 7,7 % младше 5 лет), 56,7 % от 18 до 64 лет, и 14,6 % возраста 65 лет и старше. Средний возраст — 37,3 года. На каждые 100 женщин было 93,4 мужчин (то есть 51,7 % женщин и 48,3 % мужчин).

## География
Ван-Хорн находится на западе Техаса, в пустыне Чиуауа, примерно в 100 км к югу от национального парка Гуадалупе-Маунтинс и в 40 км северо-восточнее ближайшей точки границы с Мексикой.

## Климат
| Показатель                    | Янв. | Фев.  | Март  | Апр. | Май  | Июнь | Июль | Авг. | Сен. | Окт. | Нояб. | Дек.  | Год  |
| ----------------------------- | ---- | ----- | ----- | ---- | ---- | ---- | ---- | ---- | ---- | ---- | ----- | ----- | ---- |
| Абсолютный максимум, °C       | 26,7 | 28,9  | 31,7  | 35,6 | 39,4 | 42,2 | 40,6 | 40,6 | 38,3 | 34,4 | 30,0  | 25,6  | 42,2 |
| Средний суточный максимум, °C | 13,4 | 16,3  | 20,6  | 25,7 | 30,2 | 34,3 | 34,1 | 33,2 | 29,8 | 25,0 | 18,3  | 14,1  | 24,6 |
| Средний суточный минимум, °C  | −3,4 | −1,2  | 2,7   | 8,0  | 12,7 | 17,7 | 19,8 | 18,8 | 15,4 | 8,3  | 1,9   | −1,8  | 8,3  |
| Абсолютный минимум, °C        | −25  | −12,2 | −12,8 | −5   | −1,1 | 6,7  | 10,0 | 11,7 | 1,7  | −5   | −15,6 | −13,3 | −25  |
| Норма осадков, мм             | 11   | 7     | 3     | 6    | 12   | 18   | 44   | 47   | 56   | 32   | 7     | 10    | 254  |
| Источник: www.weatherbase.com |      |       |       |      |      |      |      |      |      |      |       |       |      |

## Образование
Школы города принадлежат Независимому школьному округу Калберсон-Каунти—Алламур (англ. Culberson County-Allamoore Independent School District).

## Транспорт
- Автомобильное сообщение
  - Основные автомобильные дороги, пересекающие Ван-Хорн:
    -  Межштатная автомагистраль I-10 проходит через Ван-Хорн с запада (со стороны Эль-Пасо) на восток, в сторону Форт-Стоктона и далее к Сан-Антонио.
    -  US 90 (англ. US Highway 90) подходит к Ван-Хорну с юго-востока (со стороны Марфы).
    -  Шоссе 54 штата Техас (англ. State Highway 54) отходит от Ван-Хорна в северном направлении, в сторону национального парка Гуадалупе-Маунтинс.

## Фотогалерея
|  |  |  |